# Onrustpolder
De Onrustpolder was een polder en een waterschap in de gemeente Wissenkerke op Noord-Beveland, in de Nederlandse provincie Zeeland.
In 1841 werd de zandplaat "Onrust" bedijkt en werd de polder gevormd.
Op 23 mei 1917 werd de polder calamiteus verklaard en werd de waterkering overgedragen aan het waterschap Waterkering Onrustpolder, Jacobapolder en Anna-Frisopolder.
Sedert de oprichting van het afwateringswaterschap Heer Jansz. c.a. in Noord-Beveland in 1879 was de polder hierbij aangesloten.
Op 1 februari 1953 overstroomde de polder, maar op 4 februari was de polder alweer droog.